# Circuit de Monaco

Het huidige circuit met de omliggende straten

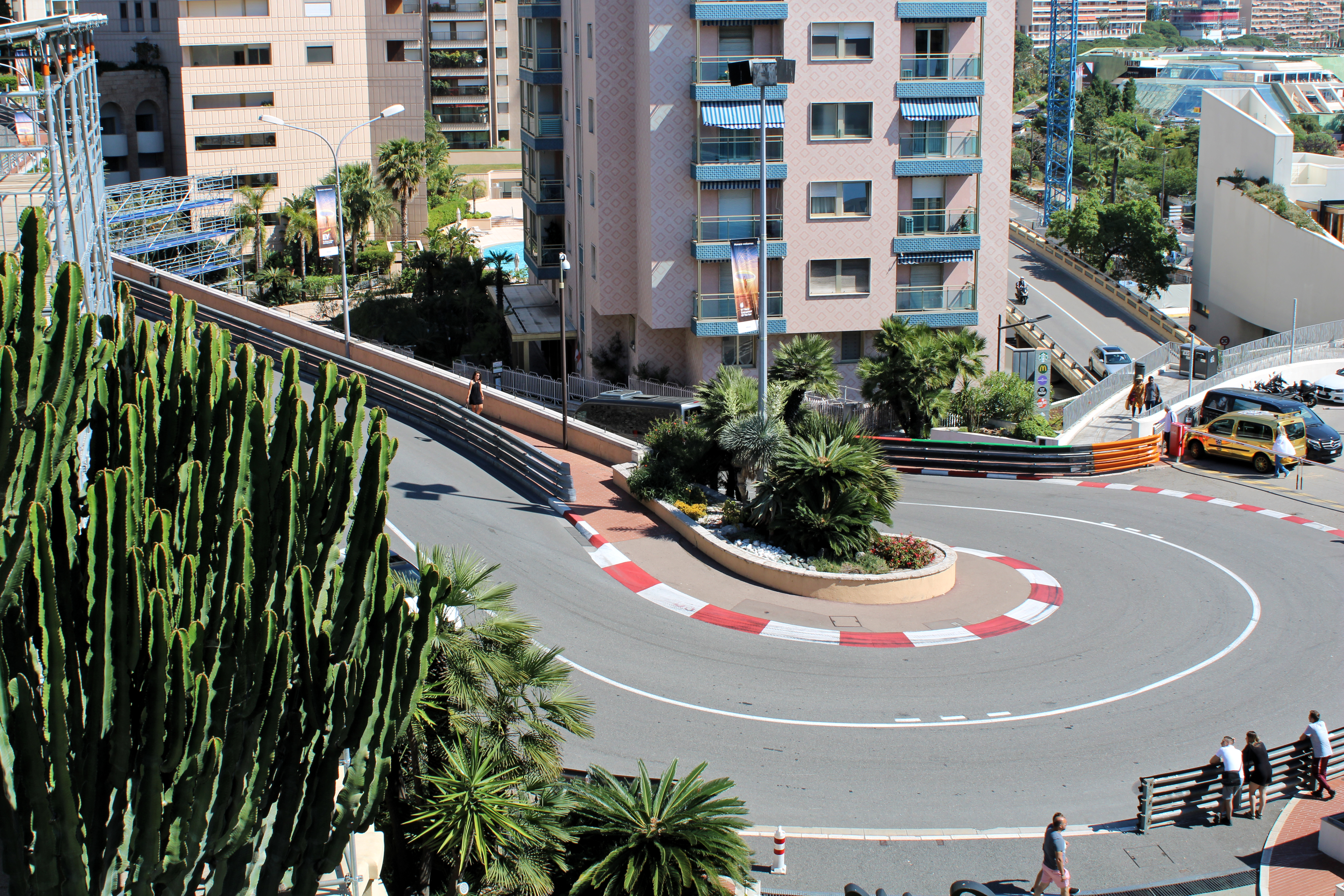
De haarspeldbocht (bocht 6)

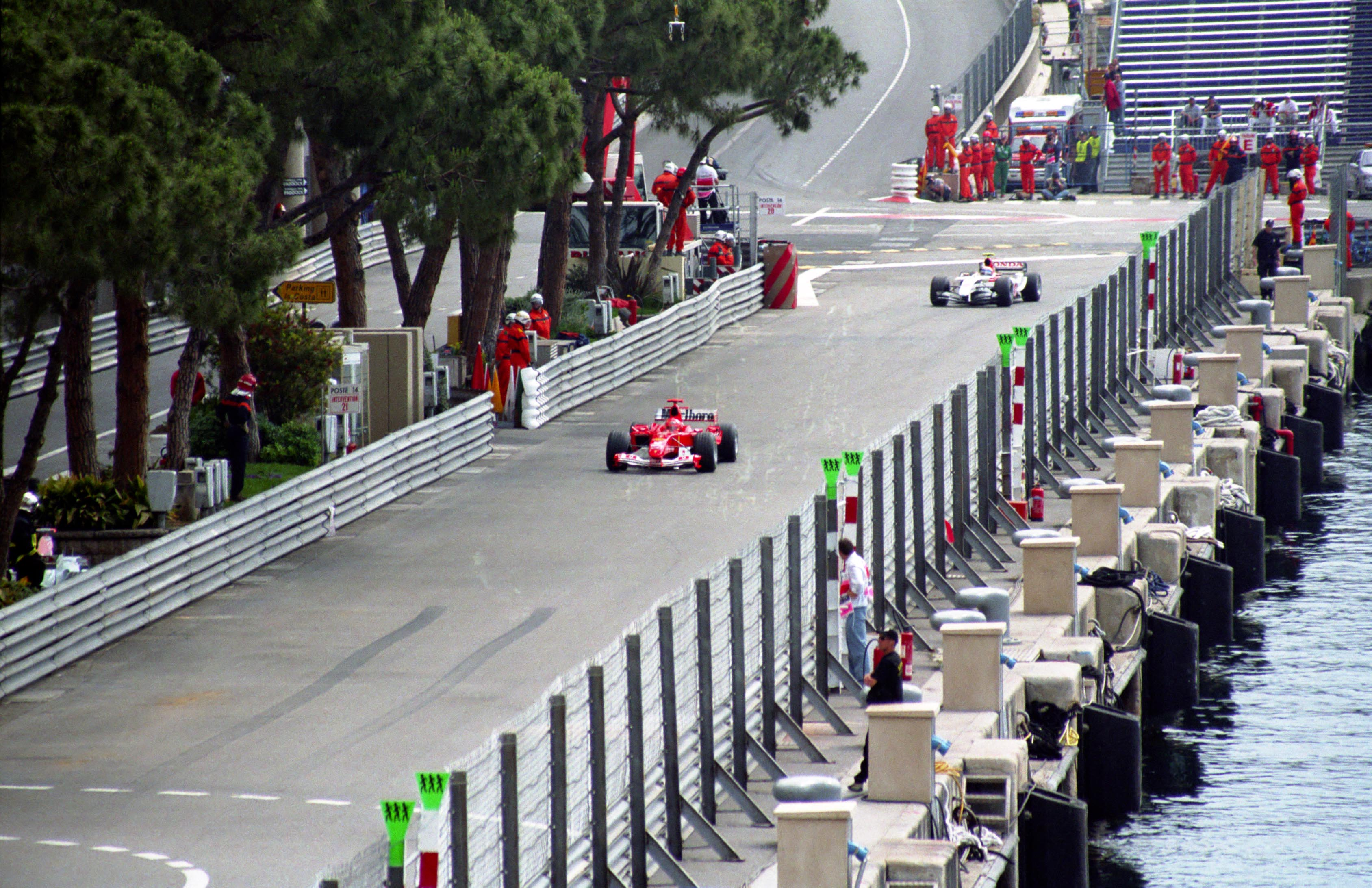
Nouvelle Chicane (bocht 10/11) zichtbaar in de verte

Circuit de Monaco is een stratencircuit gelegen in de straten van Monte Carlo en La Condamine rond de haven van het prinsdom Monaco. Het circuit wordt in mei gebruikt voor -onder andere- de Formule 1 Grand Prix van Monaco en de Formule E. Ook worden er veel opstapklassen naar de Formule 1 gereden, zoals de Formule 2. Het wordt gewoonlijk aangeduid als "Monte Carlo", omdat er grotendeels door de wijk Monte Carlo heen wordt gereden.

## Geschiedenis
Het idee voor een Grand Prix-race in de straten van Monaco kwam van Anthony Noghès, de voorzitter van de Automobile Club de Monaco, en goede vriend van de regerende familie Grimaldi. De openingsrace werd gehouden in 1929 en werd gewonnen door William Grover-Williams in een Bugatti.

## Kenmerken
De race wordt gehouden op een stratencircuit en dat betekent in het geval van Monaco smalle wegen, krappe bochten, weinig ruimte voor inhalen, en echt snelheid maken is ook niet mogelijk. Het circuit is eigenlijk niet meer geschikt voor Formule 1-auto's. Er ontbreekt ruimte voor grindbakken of andere veiligheidsmaatregelen die op de overige Formule 1-circuits wel aanwezig zijn. Door de geschiedenis en het spektakel van het evenement blijft het jaarlijks (in de maand mei) terugkomen.
In de jachthaven worden grote tribunes opgebouwd. Het opzetten van het circuit duurt 6 weken, het afbreken ervan 3 weken.

### De route
Het circuit is 3,34 km lang. Doordat het 78 keer doorlopen moet worden, wordt in totaal 260,52 km afgelegd. Monaco is het enige circuit in de Formule 1 waarop niet de standaard minimale afstand van 305 kilometer wordt afgelegd. Dit is omdat het circuit door alle bochten dermate langzaam is dat deze afstand niet binnen de maximale twee uur raceduur afgelegd kan worden.
De route start op de Boulevard Albert I. Dit is een recht stuk weg waar ingehaald kan worden.
- 1 Sainte Devote, hier gaat de route rechtsaf over de Avenue d'Ostende. De bocht is vernoemd naar de patroonheilige van Monaco en de gelijknamige wijk van Monaco waar het circuit aan raakt, alwaar ook de Église Sainte-Dévote staat.
- 2 Beau Rivage, hier gaat de route naar het hoger gelegen Monte Carlo.
- 3 Massenet, in een lange en hobbelige linkse bocht wordt het Hotel de Paris gepasseerd. De route gaat over de Avenue de Monte Carlo, rechts wordt het casino gepasseerd en de Place du Casino overgestoken.
- 4 Casino, hier gaat de route rechtsaf en verder over de Avenue des Spélugues.
- 5 Mirabeau Haute, hier gaat de route weer scherp rechtsaf naar beneden naar het Grand hotel.
- 6 Grand Hotel Hairpin, hier volgt een haarspeldbocht naar links, de langzaamste bocht van de huidige Formule 1-kalender.
- 7 Mirabeau Bas, een scherpe bocht naar rechts, onder de Boulevard du Larvotto door.
- 8 Portier, weer naar rechts. Over de Boulevard Louis II, naar de tunnel.
- 9 Tunnel, dit is de tunnel onder het hotel en het congrescentrum. In deze lange rechtse bocht behalen de Formule 1 auto’s de hoogste snelheid van net geen 300 km/uur.
- 10/11 Nouvelle Chicane, deze bochtencombinatie brengt de auto’s bij de jachthaven. Er wordt hard geremd in een afdaling net voor het ingaan van de chicane.
- 12 Tabac, linksaf langs de Albert I kade.
- 13/14 Louis Chiron, de chicane net voor het zwembad. De bocht is vernoemd naar Louis Chiron, een Monagaskische autocoureur, en tevens de oudste persoon die ooit aan de GP van Monaco heeft meegedaan. De laatste keer was hij 58 jaar oud.
- 15/16 Piscine, een scherpe S-bocht na het zwembad.
- 17 Rascasse, een bocht om het restaurant La Rascasse heen. De route loopt hierna een klein stukje langs de heuvel van Monaco-Ville, hier ligt ook de ingang van de pitlane.
- 18/19 Anthony Noghes, de bocht is vernoemd naar de grondlegger van de Grand Prix van Monaco.

## Formule 1
Monaco is een van de Grand Prix die al sinds het ontstaan van het wereldkampioenschap Formule 1 op de kalender staat. Het is van oudsher een van de beroemdste van alle Formule 1 Grand Prix-circuits. Door de vele bochten kan niet echt snelheid gemaakt worden (behalve in de tunnel). Monaco geldt nog steeds als een van de populairste races om gewonnen te hebben, net als andere legendarische races zoals die op Monza (Italië) en Spa-Francorchamps (België).

### Winnaars
| Uitslagen Grand Prix van Monaco (Monaco) | Uitslagen Grand Prix van Monaco (Monaco)      | Uitslagen Grand Prix van Monaco (Monaco)      | Uitslagen Grand Prix van Monaco (Monaco)      |
| Jaar                                     | Coureur                                       | Constructeurs                                 | Verslag                                       |
| ---------------------------------------- | --------------------------------------------- | --------------------------------------------- | --------------------------------------------- |
| 2025                                     | Lando Norris                                  | McLaren                                       | Verslag                                       |
| 2024                                     | Charles Leclerc                               | Ferrari                                       | Verslag                                       |
| 2023                                     | Max Verstappen                                | Red Bull Racing                               | Verslag                                       |
| 2022                                     | Sergio Pérez                                  | Red Bull Racing                               | Verslag                                       |
| 2021                                     | Max Verstappen                                | Red Bull Racing                               | Verslag                                       |
| 2020                                     | Grand Prix afgelast vanwege de coronapandemie | Grand Prix afgelast vanwege de coronapandemie | Grand Prix afgelast vanwege de coronapandemie |
| 2019                                     | Lewis Hamilton                                | Mercedes GP                                   | Verslag                                       |
| 2018                                     | Daniel Ricciardo                              | Red Bull Racing                               | Verslag                                       |
| 2017                                     | Sebastian Vettel                              | Ferrari                                       | Verslag                                       |
| 2016                                     | Lewis Hamilton                                | Mercedes GP                                   | Verslag                                       |
| 2015                                     | Nico Rosberg                                  | Mercedes GP                                   | Verslag                                       |
| 2014                                     | Nico Rosberg                                  | Mercedes GP                                   | Verslag                                       |
| 2013                                     | Nico Rosberg                                  | Mercedes GP                                   | Verslag                                       |
| 2012                                     | Mark Webber                                   | Red Bull Racing                               | Verslag                                       |
| 2011                                     | Sebastian Vettel                              | Red Bull Racing                               | Verslag                                       |
| 2010                                     | Mark Webber                                   | Red Bull Racing                               | Verslag                                       |
| 2009                                     | Jenson Button                                 | Brawn GP                                      | Verslag                                       |
| 2008                                     | Lewis Hamilton                                | McLaren                                       | Verslag                                       |
| 2007                                     | Fernando Alonso                               | McLaren                                       | Verslag                                       |
| 2006                                     | Fernando Alonso                               | Renault                                       | Verslag                                       |
| 2005                                     | Kimi Räikkönen                                | McLaren                                       | Verslag                                       |
| 2004                                     | Jarno Trulli                                  | Renault                                       | Verslag                                       |
| 2003                                     | Juan Pablo Montoya                            | Williams                                      | Verslag                                       |
| 2002                                     | David Coulthard                               | McLaren                                       | Verslag                                       |
| 2001                                     | Michael Schumacher                            | Ferrari                                       | Verslag                                       |
| 2000                                     | David Coulthard                               | McLaren                                       | Verslag                                       |
| 1999                                     | Michael Schumacher                            | Ferrari                                       | Verslag                                       |
| 1998                                     | Mika Häkkinen                                 | McLaren                                       | Verslag                                       |
| 1997                                     | Michael Schumacher                            | Ferrari                                       | Verslag                                       |
| 1996                                     | Olivier Panis                                 | Ligier-Mugen-Honda                            | Verslag                                       |
| 1995                                     | Michael Schumacher                            | Benetton-Renault                              | Verslag                                       |
| 1994                                     | Michael Schumacher                            | Benetton-Ford                                 | Verslag                                       |
| 1993                                     | Ayrton Senna                                  | McLaren-Ford                                  | Verslag                                       |
| 1992                                     | Ayrton Senna                                  | McLaren-Honda                                 | Verslag                                       |
| 1991                                     | Ayrton Senna                                  | McLaren-Honda                                 | Verslag                                       |
| 1990                                     | Ayrton Senna                                  | McLaren-Honda                                 | Verslag                                       |
| 1989                                     | Ayrton Senna                                  | McLaren-Honda                                 | Verslag                                       |
| 1988                                     | Alain Prost                                   | McLaren-Honda                                 | Verslag                                       |
| 1987                                     | Ayrton Senna                                  | Lotus-Honda                                   | Verslag                                       |
| 1986                                     | Alain Prost                                   | McLaren-TAG                                   | Verslag                                       |
| 1985                                     | Alain Prost                                   | McLaren-TAG                                   | Verslag                                       |
| 1984                                     | Alain Prost                                   | McLaren-TAG                                   | Verslag                                       |
| 1983                                     | Keke Rosberg                                  | Williams-Ford                                 | Verslag                                       |
| 1982                                     | Riccardo Patrese                              | Brabham-Ford                                  | Verslag                                       |
| 1981                                     | Gilles Villeneuve                             | Ferrari                                       | Verslag                                       |
| 1980                                     | Carlos Reutemann                              | Williams-Ford                                 | Verslag                                       |
| 1979                                     | Jody Scheckter                                | Ferrari                                       | Verslag                                       |
| 1978                                     | Patrick Depailler                             | Tyrrell-Ford                                  | Verslag                                       |
| 1977                                     | Jody Scheckter                                | Wolf-Ford                                     | Verslag                                       |
| 1976                                     | Niki Lauda                                    | Ferrari                                       | Verslag                                       |
| 1975                                     | Niki Lauda                                    | Ferrari                                       | Verslag                                       |
| 1974                                     | Ronnie Peterson                               | Lotus-Ford                                    | Verslag                                       |
| 1973                                     | Jackie Stewart                                | Tyrrell-Ford                                  | Verslag                                       |
| 1972                                     | Jean-Pierre Beltoise                          | BRM                                           | Verslag                                       |
| 1971                                     | Jackie Stewart                                | Tyrrell-Ford                                  | Verslag                                       |
| 1970                                     | Jochen Rindt                                  | Lotus-Ford                                    | Verslag                                       |
| 1969                                     | Graham Hill                                   | Lotus-Ford                                    | Verslag                                       |
| 1968                                     | Graham Hill                                   | Lotus-Ford                                    | Verslag                                       |
| 1967                                     | Denny Hulme                                   | Brabham-Repco                                 | Verslag                                       |
| 1966                                     | Jackie Stewart                                | BRM                                           | Verslag                                       |
| 1965                                     | Graham Hill                                   | BRM                                           | Verslag                                       |
| 1964                                     | Graham Hill                                   | BRM                                           | Verslag                                       |
| 1963                                     | Graham Hill                                   | BRM                                           | Verslag                                       |
| 1962                                     | Bruce McLaren                                 | Cooper-Climax                                 | Verslag                                       |
| 1961                                     | Stirling Moss                                 | Lotus-Climax                                  | Verslag                                       |
| 1960                                     | Stirling Moss                                 | Lotus-Climax                                  | Verslag                                       |
| 1959                                     | Jack Brabham                                  | Cooper-Climax                                 | Verslag                                       |
| 1958                                     | Maurice Trintignant                           | Cooper-Climax                                 | Verslag                                       |
| 1957                                     | Juan Manuel Fangio                            | Maserati                                      | Verslag                                       |
| 1956                                     | Stirling Moss                                 | Maserati                                      | Verslag                                       |
| 1955                                     | Maurice Trintignant                           | Ferrari                                       | Verslag                                       |
| 1950                                     | Juan Manuel Fangio                            | Alfa Romeo                                    | Verslag                                       |

## Fatale ongevallen door crashes
- 1952 - Luigi Fagioli
- 1967 - Lorenzo Bandini

- Virtual International Authority File: 24153833143864330344